# Jaramillo Quemado
Jaramillo Quemado település Spanyolországban, Burgos tartományban. Jaramillo Quemado Barbadillo del Mercado, Cascajares de la Sierra, Villaespasa, San Millán de Lara, Jaramillo de la Fuente és Pinilla de los Moros községekkel határos. Lakosainak száma 10 fő (2024).

## Népesség
A település népessége az utóbbi években az alábbiak szerint változott:
| Lakosok száma | 17   | 15   | 9    | 7    | 5    | 4    | 5    | 7    | 10   | 10   |
|               | 2001 | 2004 | 2006 | 2009 | 2011 | 2014 | 2016 | 2019 | 2021 | 2024 |